# Río Ariporo
Le río Ariporo est une rivière de Colombie et un affluent du río Casanare, donc un sous-affluent de l'Orénoque par le río Meta.

## Géographie
Le río Ariporo prend sa source sur le versant est de la cordillère Orientale, dans l'extrême ouest du département de Casanare. Il coule ensuite vers l'est avant de rejoindre le río Casanare à l'extrême est du département, quelques kilomètres avant que le río Casanare ne se jette dans le río Meta.